# Denglisch

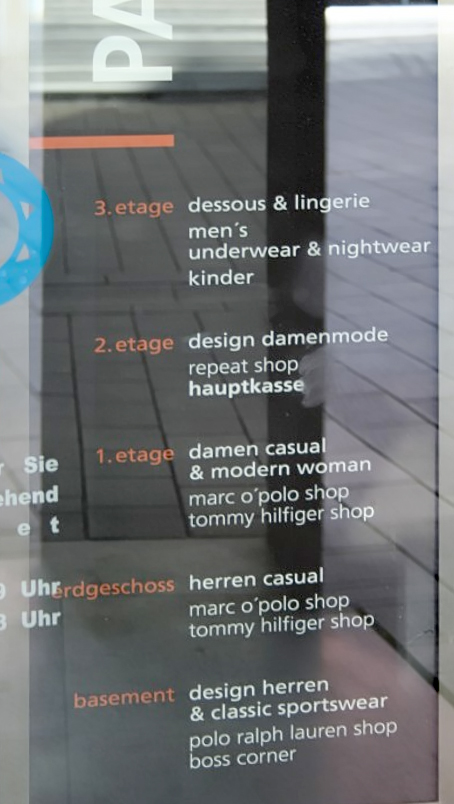
Przykład

Denglish (Denglisch) – potoczne określenie zapożyczeń do języka niemieckiego pochodzących z języka angielskiego. Również: stosowany przez współczesnych purystów niemieckich potoczny termin odnoszący się do częstego używania anglicyzmów w języku niemieckim.

## Przykłady
- updaten (od update) – zamiast aktualisieren
- downloaden (od download) – zamiast herunterladen
- Tolle Girls, jede ist ein Star. – Super dziewczyny, każda jest gwiazdą (użyto wyrazu girl zamiast Mädchen, dodatkowo wystąpił anglicyzm Star).

## Krytyka anglicyzmów
Na walkę z anglicyzmami skierowane są działania Stowarzyszenia Języka Niemieckiego (VDS). Prowadzono nawet akcję zbierania podpisów przeciwko „.Denglisch”. Związany z VDS językoznawca Heinz Günther Schmitz ubolewa nad wypieraniem wyrazów rodzimych przez anglicyzmy, mówi o amerykańskim wpływie na język niemiecki i na kulturę niemiecką. Uważa, że elity polityczne i naukowe w Niemczech nadmiernie cenią sobie język „angloamerykański” i kulturę amerykańską, rezygnując z używania języka niemieckiego w nauce i dyplomacji. Język – mówi Schmitz – wnosi ze sobą nie tylko funkcję komunikacyjną, ale jest też nośnikiem pewnych tradycji, treści emocjonalnych, symbolem tożsamości grupowej, kulturowej.
Słowem „Denglisch” o negatywnych konotacjach posługuje się również „popularna” krytyka anglicyzmów, a więc krytyka prowadzona ze strony niejęzykoznawców, w tym dziennikarzy.
Większość językoznawców niemieckich zajmuje stanowisko umiarkowane i nie zgadza się z alarmistycznymi prognozami o zagrożeniu tożsamości języka niemieckiego przez zapożyczenia z angielskiego. Należy do nich obecny przewodniczący Towarzystwa Języka Niemieckiego Peter Schlobinski, który polemizował z poglądami o rzekomym zalewie języka niemieckiego przez anglicyzmy i upadku języka niemieckiego.